# 拉瑟山
拉瑟山（英語：Mount Wrather），是南極洲的山峰，位於埃爾斯沃思地，處於沃爾科特山東南面4.6公里，海拔高度2,095米，由美國地質調查局命名，現時由南極條約體系管理。